# Пјотровице
Пјотровице (пољ. Piotrowice) је село у повјату Отвоцк. Село се простире на 8 km². Данас има 352 становника. Налази се на путевима 801 и 50, близу реке Вистуле.

## Галерија
- Село Пјотровице
- Панорама језера у селу Пјотровице
- Jезерo у селу Пјотровице
- Крст у центру Пиотровице